# Helmer Eneborg
Helmer Gustaf Emanuel Eneborg, född 22 juli 1891 i Stockholm, död 1 augusti 1969 i Lidingö, var en svensk ämbetsman.
Helmer Eneborg var son till handlaren Johan Gustaf Eneborg. Efter studentexamen i Stockholm 1910 utexaminerades han 1912 från Handelshögskolan i Stockholm, blev samma år filosofie kandidat vid Uppsala universitet och 1916 filosofie licentiat där. Eneborg var 1915–1919 amanuens vid Kommerskollegium, och därefter från 1919 aktuarie där. Han organiserade 1918 Handelskommissionens statistiska avdelning och var dess chef 1918–1919. Eneborgs organisatoriska förmåga kom att tas i anspråk för en rad utredningsarbeten krig sjöfarten, bland annat Den svenska sjöfartsnäringens ekonomi (1941). Han var 1926–1939 sekreterare i Svenska hamnförbundet, 1938–1943 ordförande i dess trafik– och taxekommitté och redigerade 1925–1928 tillsammans med Sven Stockman den av förbundet utgivna Directory of Swedish ports and shipping 1927–1928. Han var 1939–1943 styrelseledamot i Sjöhistoriska samfundet. Bland Eneborgs skrifter märks Statistisk undersökning rörande partiprisrörelsen i Sverige 1920–1923 (1924) och Östersjöhamnarna före och efter världskriget (tillsammans med Sten De Geer, 1927). Han invaldes 1935 i Kungliga Krigsvetenskapsakademien och blev 1936 korresponderande ledamot av Kungliga Örlogsmannasällskapet. Eneborg blev riddare av Vasaorden 1929 och av Nordstjärneorden 1937.